# Большой Пунд
Большой Пунд — пресноводное озеро на территории Кестеньгского сельского поселения Лоухского района Республики Карелии.

## Общие сведения
Площадь озера — 1 км². Располагается на высоте 112,3 метров над уровнем моря.
Форма озера продолговатая: оно более чем на два километра вытянуто с северо-запада на юго-восток. Берега каменисто-песчаные, преимущественно заболоченные.
Через Большой Пунд течёт река без названия, протекающая ниже по течению через озеро Малый Пунд и впадающая с левого берега в реку Пундому, которая, в свою очередь, впадает в Пяозеро.
Ближе к северному берегу озера расположен один небольшой остров без названия.
Населённые пункты и автодороги вблизи водоёма отсутствуют.
Код объекта в государственном водном реестре — 02020000411102000000599.